# Visible world
Visible world is een studioalbum van Jan Garbarek. Het was al enige tijd geleden dat hij met Madar een jazzalbum had afgegeven, 1993. In de tussentijd kwamen er albums met klassieke muziek van zijn hand, waarvan Officium een internationale hit werd. Op Visible world zijn een aantal muzikanten te horen, waarmee Garbarek als eerder gewerkt had. Opnamen vonden plaats in juni 1996 in de Rainbow Studio van/met Jan Erik Kongshaug. Het album betekende tevens een terugkeer naar bewerkingen van volksmuziek, al dan niet uit Scandinavië.

## Musici
- Jan Garbarek – sopraansaxofoon, tenorsaxofoon, toetsinstrumenten, percussie en klarinet

Met
- Marilyn Mazur – percussie (track 1, 4, 5, 6, 7, 8, 9, 11, 12, 13,15)
- Manu Katché – slagwerk (track 2, 3, 11, 13)
- Rainer Brüninghaus – piano (track 3, 6, 7, 10, 11, 12)
- Eberhard Weber – bas (track 3, 4, 7, 8, 11, 12)
- Trilok Gurtu – tabla (track 13)
- Mari Boine – zang (15)

## Muziek
| Nr. | Titel                                   | Duur  |
| --- | --------------------------------------- | ----- |
| 1.  | Red wind (Garbarek)                     | 3:52  |
| 2.  | The creek (Garbarek)                    | 4:30  |
| 3.  | The survivor (Garbarek)                 | 4:45  |
| 4.  | The healing smoke (Garbarek)            | 7:13  |
| 5.  | Visible world (chiaro) (Garbarek)       | 4:07  |
| 6.  | Desolate mountains I (Garbarek)         | 6:46  |
| 7.  | Desolate mountains II (Garbarek)        | 6:02  |
| 8.  | Visible world (scuro) (Garbarek)        | 4:32  |
| 9.  | Giulietta (Garbarek)                    | 3:45  |
| 10. | Desolate mountains III (Garbarek)       | 1:28  |
| 11. | Pygmy lullaby (bewerking door Garbarek) | 6:12  |
| 12. | The quest (Garbarek)                    | 2:58  |
| 13. | The arrow (Garbarek)                    | 4:21  |
| 14. | The Scythe (Garbarek)                   | 1:48  |
| 15. | Evening land (Boine, Garbarek)          | 12:29 |

Tracks 1, 2 4, 12 en 13 zijn afkomstig uit de suite Mangas Coloradeas Suite. Tracks 3 en 14 waren bestemd voor de film Trollsyn. Tracks 5 en 8 voor ballet Bønn. Track 15 voor video Aftenlandet.